# Cordyline
Genre
Classification APG III (2009)
Cordyline est un genre de plantes classé selon les auteurs dans la famille des Liliaceae, des Asparagaceae, des Agavaceae, des Asteliaceae ou des Lomandraceae. Les études génétiques du Angiosperm Phylogeny Group (APG) l'ont placé dans les Laxmanniaceae en 2003 puis dans les Asparagaceae en 2009.
Ce genre est originaire de la région de l'ouest de l'océan Pacifique, de Nouvelle-Zélande, d'Australie orientale, d'Asie du sud, de Polynésie et d'Hawaï.

## Étymologie
Le nom de genre Cordyline vient du grec ancien κορδύλη (kordulê) « bosse, tumeur », en raison de la racine pivotante épaisse de certaines espèces.
La création de ce genre fut d'abord attribuée à Robert Brown en 1810 dans Prodromus florae Novae Hollandiae bien que cet auteur reconnaisse clairement que Philibert Commerson (p. 280) en soit le créateur, comme l'atteste l'IPNI.

## Description
Les Cordylines sont des plantes arbustives avec un tronc plus ou moins ligneux, en général assez vigoureux, portant généralement quelques branches, marqués par les cicatrices laissées par les feuilles détachées.
Les feuilles se rassemblent à l'extrémité des rameaux et sont pétiolées (ou sessiles). Le pétiole fait de 10 à 30 cm de long et comporte une base amplexicaule. Le limbe est ellipique-lancéolé à ensiforme.
L'inflorescence est généralement une panicule large, très ramifiée. La fleur bisexuée, est généralement tubulaire-campanulée, à 6 tépales. Elle porte 6 étamines, insérées dans le tube du périanthe, 3 carpelles soudés à 2 ovules par loge.
Le fruit est une baie, contenant des graines noires, en raison de la présence d'un spermoderme à phytomélanine  (formant une couche noire).
Les genres Cordyline et Dracaena ne sont pas toujours faciles à distinguer. Le pétiole des premiers est généralement plus grand que celui des seconds (de 10 à 30 cm contre 0 à 8 cm). La cuticule des Dracaena contient des dépôts d'oxalate de calcium.  Les Cordylines possèdent un rhizome blanchâtre d'où émergent des bourgeons volumineux (ou turion) alors que les Dracaena sont sans turion et à racine jaunâtre.

## Liste d’espèces

### SelonITIS
- Cordyline fruticosa (L.) Chev. (Asie du Sud-Est, Australie du nord-est, Polynésie, océan Indien)

### Autres espèces importantes
- Cordyline australis (Nouvelle-Zélande)
- Cordyline banksii  (Nouvelle-Zélande)
- Cordyline haageana
- Cordyline indivisa  (Nouvelle-Zélande)
- Cordyline obtecta  (Norfolk Island, Nouvelle-Zélande)
- Cordyline pumilio  (North Island, Nouvelle-Zélande)

### Espèces australiennes[6]
- Cordyline cannifolia  (Australie)
- Cordyline congesta  (Est de l'Australie)
- Cordyline fruticosa  (Australie, Asie du Sud-Est)
- Cordyline manners-suttoniae  (Queensland, Australie)
- Cordyline murchisoniae  (Queensland, Australie)
- Cordyline petiolaris  (Est de l'Australie)
- Cordyline rubra  (Est de l'Australie)
- Cordyline stricta  (Est de l'Australie)